# Колотовкин, Вячеслав Геннадьевич
Вячеслав Геннадьевич Колотовкин (20 января 1970, с. Савватеево, Нерчинский район, Читинская область) — вице-президент ФВМС России, главный тренер сборной РФ по водно-моторным видам спорта, профессиональный спортсмен.
Мастер спорта России (2004), заслуженный мастер спорта РТ (2008), «Отличник физической культуры и спорта РТ» (2008).
Окончил Уральский государственный университет физической культуры (2014).

## Биография
Водно-моторным спортом (аквабайк) занимается с 1999 г, снегоходным спортом с 2000 г.
С 2006 г. пилот команды ФСО «Динамо-Татарстан». 13-ти кратный Чемпион России по аквабайку (2005—2011). 10-ти кратный обладатель Кубка России по аквабайку (2004—2009)
Бронзовый призёр Чемпионата Мира по аквабайку г. Лейк Хавасу-Сити Аризона США (2011). Чемпион России по трековым гонкам на снегоходах (2006). Обладатель Кубка России по трековым гонкам на снегоходах (2005).
С 2001 г. президент «Федерации экстремальных видов спорта» г. Альметьевска. С 2008 года возглавляет спортивно-технический клуб «Ультиматум» г. Альметьевск.
С 2001 г. выступает региональным организатором соревнований по техническим видам спорта в РТ. С 2001 по 2020 гг. организовал и провел в г. Альметьевске более 150 спортивных мероприятий республиканского и всероссийского уровней.
В 2010 г. вошёл в комитет по аквабайку ФВМС России. С 2015 г. является членом бюро комиссии снегоходов МФР.
С 2003 г руководитель спортивно-оздоровительного комплекса «Снежинка» г. Альметьевск. Организовал детские школы аквабайка и снегоходного кросса в г. Альметьевске (2011).
По его инициативе и активном участие в г. Альметьевске построен «Экстрим-парк» для проведения соревнований и тренировок по техническим видам спорта (2013).
Среди его воспитанников победители и призёры чемпионатов России, Кубка России, республиканских, всероссийских и международных соревнований по аквабайку и сноукроссу. В их числе: Колотовкин Павел, Аглямов Руслан, Залалов Ренат, Мясоутова Диляра,Назарова Настя,Бухвостов Евгений ,Гарифуллин Камиль ,Гарифуллин Ильдар, Даутова Динара, Даутов Амир, Брагин Артём, Залалов Динар, Кириченко Павел, Амерханов Рустам, Гуляев Сергей, Лев Шишкин, Дорохов Ярослав, Мухамадеев Ильхам, Мухамадеев Камиль, Янгличев Карим, Курамшин Александр, Вафин Дамир,Семенихин Алексей и другие.
Являясь директором СРК «Снежинка», разработал и запустил корпоративные модельные программы по укреплению здоровья для предприятий города, в рамках национального проекта «Демография», «Спорт- норма жизни» и «Здоровье нации». Организованы школьные заезды «День здоровья», с целью развития физической активности, творческих способностей учащихся.
Является депутатом городского Совета Альметьевского муниципального района
Награждён медалью «Почетный Динамовец» (2014), юбилейной медалью «90 лет Обществу „Динамо“» (2014), медалью «В память 1000-летия Казани» (2005), памятной медалью «XXVII Всемирная летняя универсиада 2013 года в г. Казани» (2013), памятной медалью «XXII Олимпийские зимние игры и XI Паралимпийские зимние игры 2014 года в г. Сочи», грамотой Министерства по делам молодежи и спорта РТ «За заслуги в области спорта» (2004).
Имеет почетный знак службы маршалов «КА-38» Италия (2011).